# Chlaenius festivus
Chlaenius festivus là một loài bọ cánh cứng thuộc họ Carabidae đặc hữu của miền Cổ bắc (bao gồm châu Âu) và Cận Đông. Ở châu Âu, nó được tìm thấy ở Albania, Áo, Quần đảo Baleares (doubtful), Bosna và Hercegovina, Bulgaria, Kríti, Croatia, quần đảo Cyclades, Síp, Cộng hòa Séc, quần đảo Dodecanese, Đông Thrace, chính quốc Pháp, mainland Hy Lạp, Hungary, chính quốc Ý, Cộng hòa Macedonia, Malta (doubtful), Moldova, Ba Lan, România, miền nam Nga, Slovakia, Slovenia, Chính quốc Tây Ban Nha (doubtful), Ukraina và Nam Tư.

## Hình ảnh

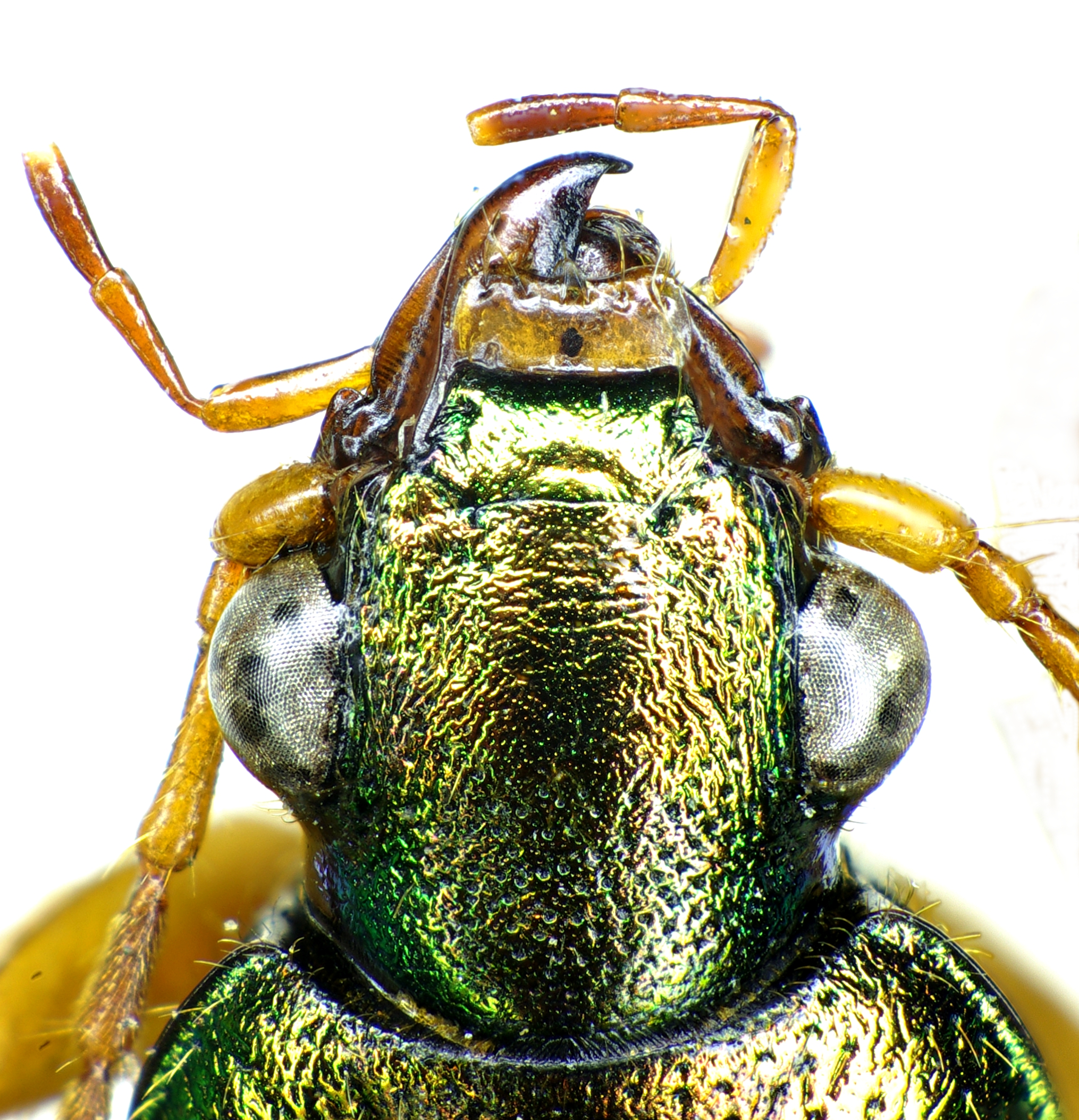
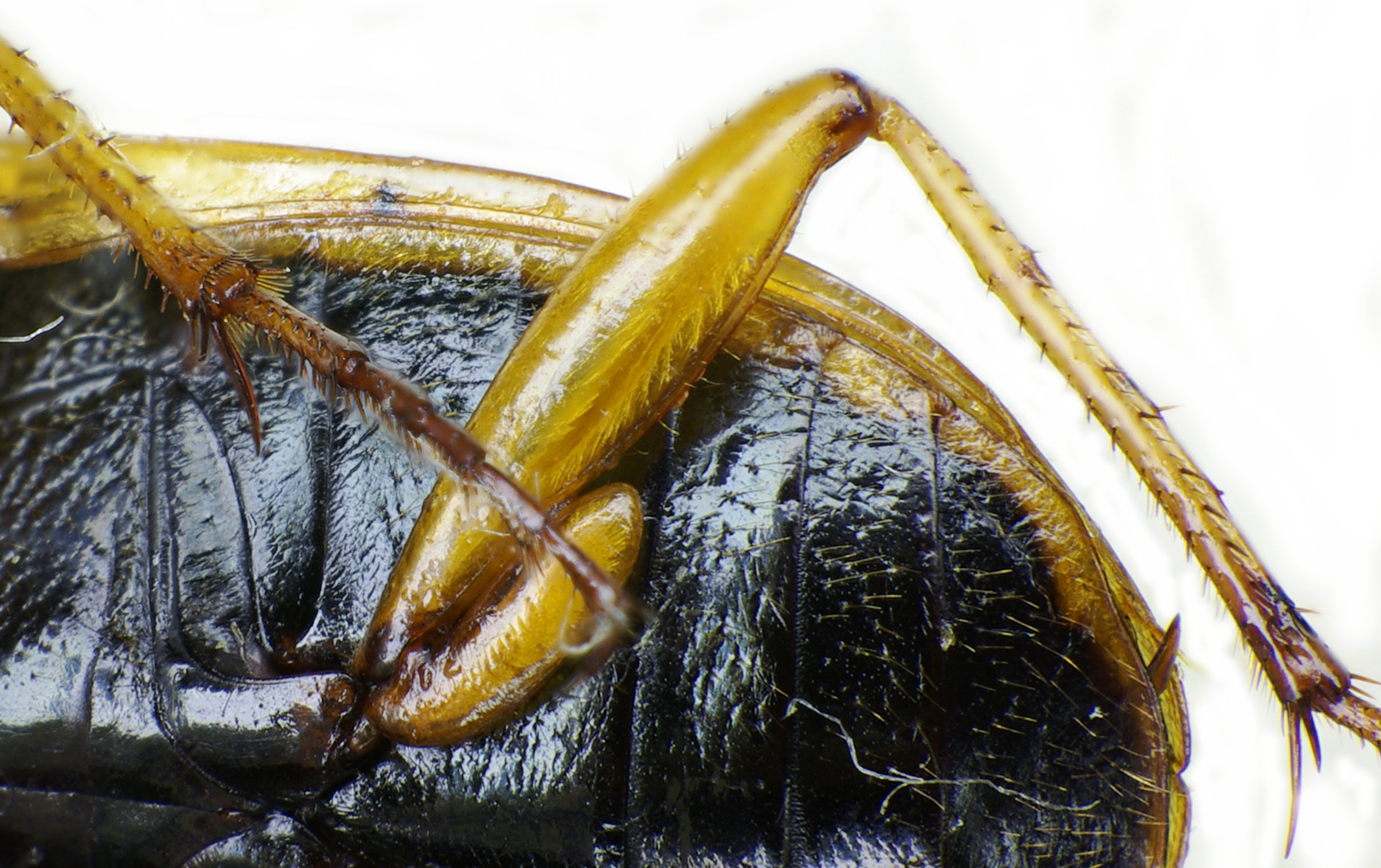
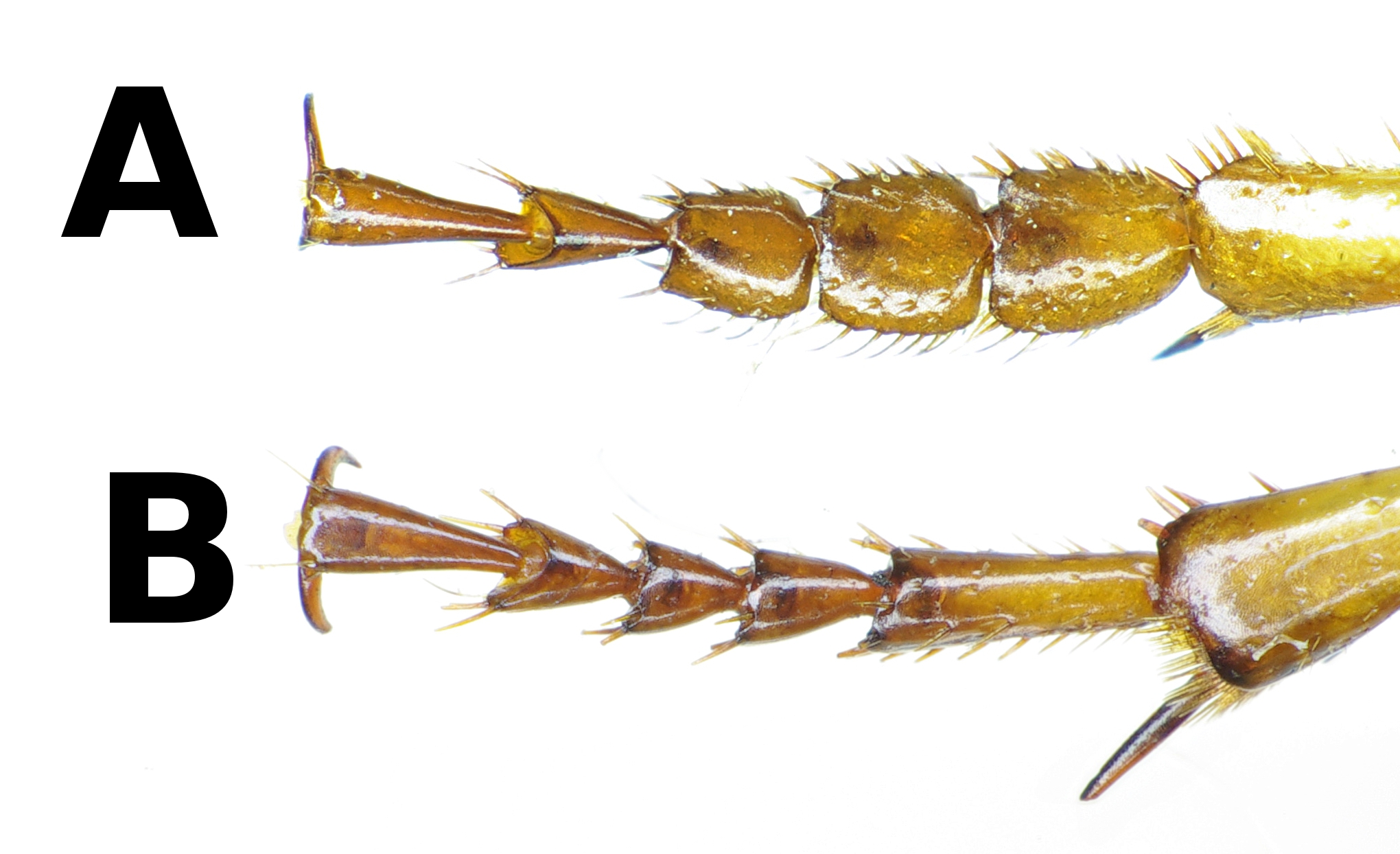
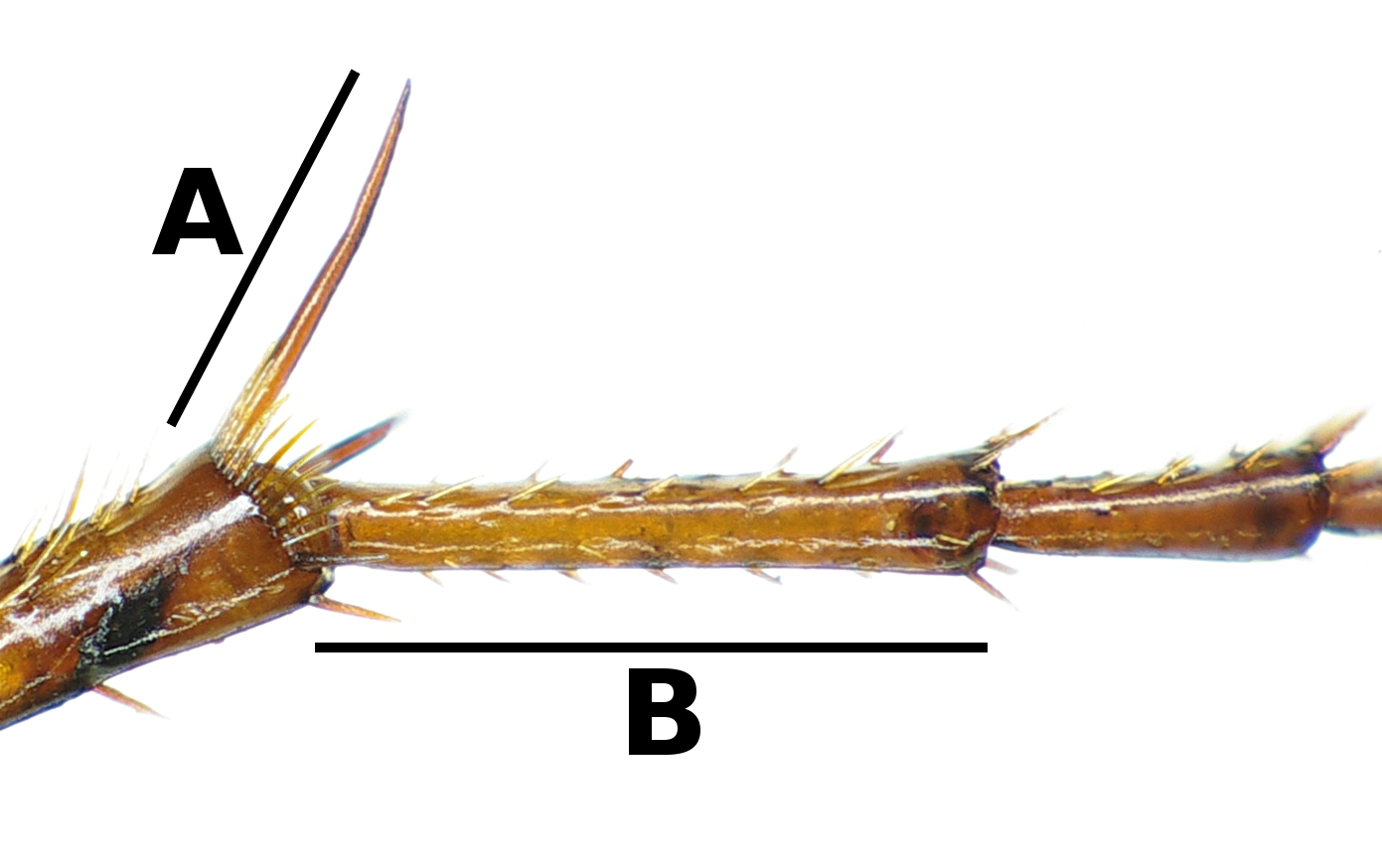